# ۱۲۵۳ (خورشیدی)
۱۲۵۳ هزار و دویست و پنجاه و سومین سال هجری خورشیدی است.

## زادگان
- مهر - ایرج میرزا، شاعر ایرانی در دورهٔ قاجار و پهلوی.
- ۲۴ مهر - مستوفی الممالک، وزیر در دوره رضاشاه